# Rules of Engagement 2
Rules of Engagement 2 est un jeu vidéo de stratégie et de combat spatial développé par Omnitrend Software et publié par Impressions Games en 1993 sur Amiga et IBM PC. Le jeu fait suite à Rules of Engagement, un des jeux de stratégie les plus vendus sur Amiga. Comme son prédécesseur, le jeu se déroule dans un univers de science-fiction qui reprend en partie la trame de Universe (1983), des mêmes développeurs. Le joueur incarne le commandant d’une flotte de vaisseaux spatiaux. A ce titre, il occupe le vaisseau amiral et peut créer, contrôler et communiquer avec ses sous-officiers pilotant les différents vaisseaux de sa flotte. Ces sous-officiers sont caractérisés par 18 traits de caractère qui influent sur leur personnalité et leur efficacité. Le jeu inclus notamment un éditeur de missions et un éditeur de campagne qui permet au joueur de concevoir ses propres vaisseaux ainsi que les officiers qui en ont la charge,. 

## Système de jeu
Rules of Engagement 2 est un jeu de stratégie et de combat spatial  dans lequel le joueur incarne le commandant d’une flotte de vaisseaux spatiaux. A ce titre, il occupe le vaisseau amiral et peut créer, contrôler et communiquer avec ses sous-officiers pilotant les différents vaisseaux de sa flotte.  Ces sous-officiers sont caractérisés par 18 traits de caractère, qui influe sur leur personnalité et leur efficacité, et qui sont également valable pour les commandants des flottes extraterrestres. Le jeu intègre un éditeur de scénario et de campagne qui permet au joueur de concevoir ses propres vaisseaux et de caractériser les officiers  qui les commandent. Il peut ainsi définir les capacités physiques et mentales des officiers sous son commandement, mais aussi celles des officiers des flottes extraterrestres qu’il affronte. L’éditeur permet également de définir tous les paramètres d’une campagne, dont notamment les systèmes solaires où elle se déroule. Il propose enfin des outils pour importer des graphismes et des animations dans le jeu.

## Accueil
| Rules of Engagement 2 |      |       |
| Média                 | Pays | Notes |
| Amiga Action          | GB   | 77 %  |
| Amiga Format          | GB   | 58 %  |
| CU Amiga              | GB   | 54 %  |